# Torsten Bathmann

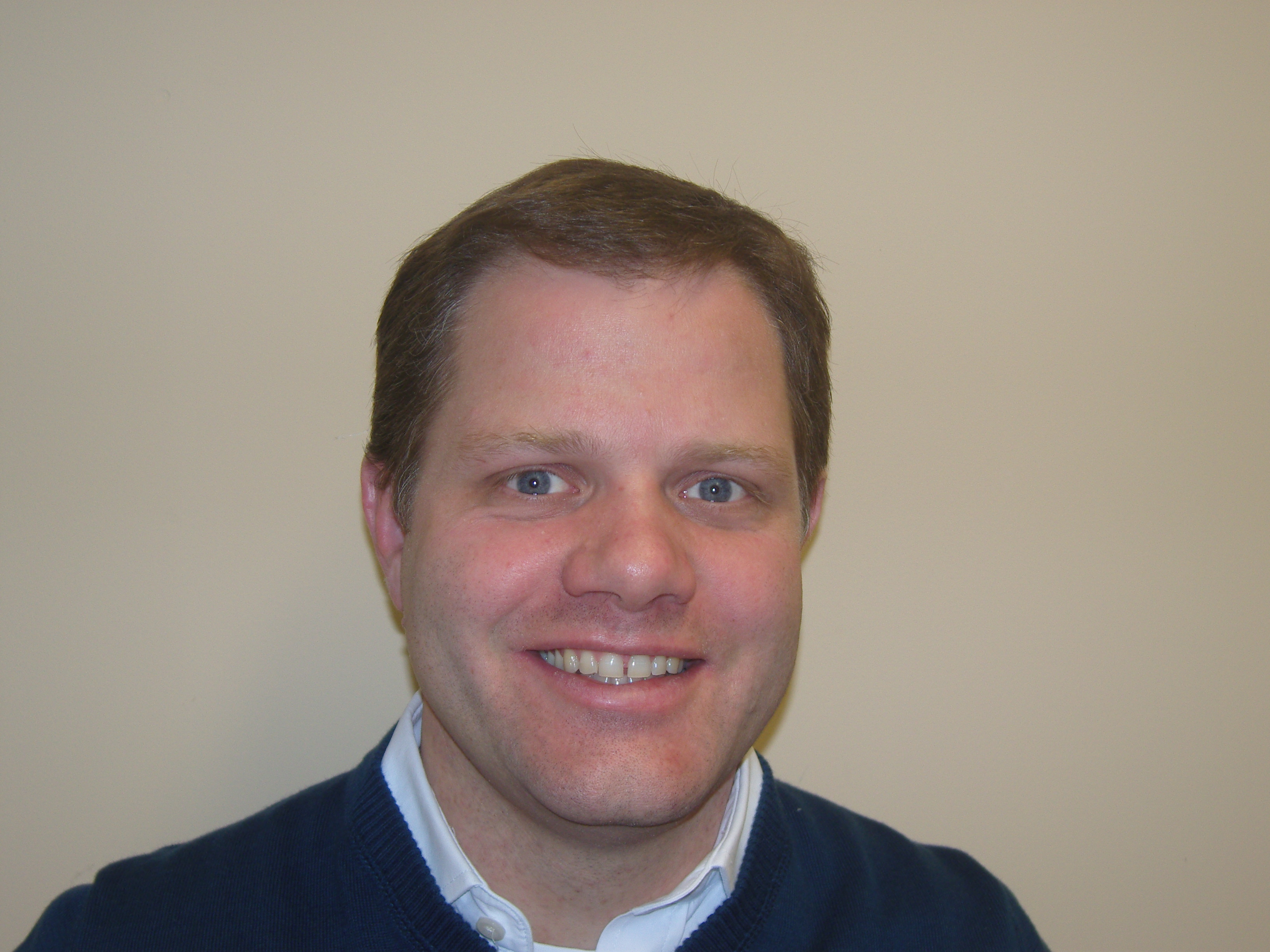
Torsten Bathmann (2010)

Torsten Bathmann (* 21. August 1973 in Berlin-Schmargendorf) ist ein deutscher Politiker (FDP). Er wurde bei der Landtagswahl 2009 in den Landtag Brandenburg gewählt, nahm die Wahl jedoch nicht an.

## Leben
Torsten Bathmann wuchs von 1980 bis 1996 in Neuendorf (Unterfranken) auf. Dort erlangte er 1990 die mittlere und 1992 die Fachhochschulreife. Sein Abitur erwarb er 1995 am Gymnasium in Würzburg. Es folgte der Wehrdienst, den er bis 1996 bei einem Luftwaffenausbildungsregiment in Roth ableistete.
Anschließend studierte er Geschichte, Philosophie und Japanologie an der Humboldt-Universität zu Berlin, an der Sorbonne (Universität Paris IV) und der Universität Tokio und schloss es 2001 mit dem Magister Artium ab. Seit 2002 ist er Doktorand und Dozent am Lehrstuhl für Sozialgeschichte der Humboldt-Universität zu Berlin und arbeitet an einer Dissertation zur Vergleichenden Sozialgeschichte von Unternehmern in Deutschland und Japan (1955–1973).
Bathmann war von 2005 bis 2009 Büroleiter und wissenschaftlicher Mitarbeiter des FDP-Bundestagsabgeordneten Heinz Lanfermann. 2009 wechselte er als Büroleiter der Hauptgeschäftsführerin zum Verband forschender Arzneimittelhersteller (vfa). Er ist Vorsitzender der Kampfrichterkommission des Brandenburgischen Judoverbandes.

## Politik
Torsten Bathmann ist seit 2002 Mitglied der FDP und seit 2003 stellvertretender Vorsitzender der Jungen Liberalen in Brandenburg und Mitglied des Vorstandes der FDP Brandenburg. Von 2007 bis 2013 war er Vorsitzender der FDP Havelland. Er wurde von Amid Michel Jabbour 2013 abgelöst.
Bei der Landtagswahl 2009 wurde Bathmann in den Landtag gewählt. Sein Mandat nahm er jedoch nicht an. Für ihn zog Gregor Beyer in den Landtag ein.